# آلبیگلوتاید
آلبیگلوتاید (انگلیسی: Albiglutide) یک داروی آگونیست پپتید-1 شبه گلوکاگون (آگونیست GLP-1) است که برای درمان دیابت نوع دو به بازار عرضه شده است.

## کاربرد پزشکی
آلبیگلوتاید برای درمان دیابت نوع دو در بزرگسالان استفاده میشود. می توان آن را به تنهایی (در صورت بی اثر بودن یا عدم تحمل متفورمین درمانی) یا همراه با سایر داروهای ضد دیابت از جمله انسولین استفاده کرد. آلبیگلوتید نسبت به سایر آگونیست های GLP-1 برای کاهش هموگلوبین گلیکوزیله (HbA1c، شاخصی برای کنترل طولانی مدت گلوکز خون) و کاهش وزن کمتر موثر است. همچنین به نظر می‌رسد که عوارض جانبی کمتری نسبت به سایر داروهای این دسته داشته باشد، به جز واکنش‌هایی در محل تزریق که تحت آلبی‌گلوتید بیشتر از مثلاً تحت لیراگلوتاید است.

## موارد منع مصرف
سرطان مدولاری تیروئید (MTC) و نئوپلازی غدد درون ریز متعدد نوع دو (MEN 2)

## عوارض جانبی
عوارض جانبی رایج (در بیش از ۱۰ درصد از بیماران) در کارآزمایی‌های بالینی، اسهال، تهوع، و جای تعجب نیست که هیپوگلیسمی (سطح پایین گلوکز خون) و واکنش‌ها در محل تزریق بود. عفونت های دستگاه تنفسی فوقانی نیز شایع بود، اما فقط کمی بیشتر از دارونما. عوارض جانبی غیر معمول اما بالقوه شدید شامل پانکراتیت حاد (در ۰.۳٪ بیماران) و واکنش های حساسیت (در کمتر از 0.1٪) بود.

## تداخلات
هیچ تداخل بالینی مرتبطی در مطالعات با تعدادی از داروهایی که به دلیل پتانسیل تداخل آنها شناخته شده اند (سیمواستاتین، وارفارین، دیگوکسین و داروهای ضد بارداری خوراکی) یافت نشده است. با این وجود، از آنجایی که آلبیگلوتید تخلیه معده را کند می کند، در صورت مصرف همزمان می تواند جذب سایر داروها را افزایش دهد.

## فارماکولوژی
آلبیگلوتید به عنوان آگونیست در گیرنده GLP-1 عمل می کند که آن را به نوعی تقلید کننده اینکرتین تبدیل می کند. این امر باعث افزایش ترشح انسولین، عمدتاً در حضور گلوکز خون بالا می شود و همچنین تخلیه معده را کند میکند.
برخلاف سایر آگونیست های GLP-1، به دلیل ساختاری که دارد در گذر از سد خونی مغزی مشکل دارد. این بدان معنی است که به اندازه سایر آگونیست های GLP-1 بر سیستم عصبی مرکزی تأثیر نمی گذارد و ممکن است مسئول کاهش وزن محدودی باشد که در دارو دیده میشود.